# Moutier-d'Ahun
Moutier-d’Ahun là một xã thuộc tỉnh Creuse trong vùng Nouvelle-Aquitaine miền trung nước Pháp. Xã này nằm ở khu vực có độ cao trung bình 362 mét trên mực nước biển.

## Địa lý
Thị trấn có cự ly 11 dặm (18 km) về phía đông nam Guéret tại giao lộ các tuyến đường D16, D13 và D942. Sông Creuse chảy qua giữa thị trấn.

## Dân số
| 1962                                                        | 1968 | 1975 | 1982 | 1990 | 1999 | 2005 |
| ----------------------------------------------------------- | ---- | ---- | ---- | ---- | ---- | ---- |
| 236                                                         | 274  | 244  | 234  | 195  | 193  | 200  |
| Số liệu điều tra dân số từ năm 1962 Dân số chỉ tính một lần |      |      |      |      |      |      |

## Địa điểm nổi bật
- Nhà thờ,  từ thế kỷ 14.
- Cầu đá Trung cổ.